# Berezóvskoie
Berezóvskoie (en rus: Березовское) és un poble del krai de Krasnoiarsk, a Rússia, que en el cens del 2010 tenia 1.324 habitants. Pertany al districte de Kuràguino.